# Choi Chul-woo
Choi Chul-woo (최철우?, 崔喆宇?; Jeonbuk, 30 novembre 1977) è un ex calciatore sudcoreano, di ruolo difensore.